# Sameh Sidhom
Sameh Kamel Sidhom (* 15. März 1987 in Kairo, Ägypten) ist ein ägyptischer Dreibandspieler und Bronzemedaillengewinner der Dreiband-Weltmeisterschaft 2019 und der Junioren-Weltmeisterschaft 2005.

## Karriere
Sidhom zählt zu den erfolgreichsten ägyptischen Karambolagespielern Ägyptens seit Edmond Soussa, auch wenn er noch nicht dessen Erfolge teilt. Seine internationale Karriere begann Sidhom, damals noch zum europäischen Verband CEB gehörend, 2003 mit der Teilnahme bei der Dreiband-Junioren-Weltmeisterschaft, bei der er jedoch nur den 11. Platz belegte. Zwei Jahre später hatte er sich bei der nächsten WM, die damals noch im Zwei-Jahre-Turnus ausgetragen wurde, die Bronzemedaille gewonnen. Seit 2010 vertritt er sein Land bei den Dreiband-Weltmeisterschaft für Nationalmannschaften gemeinsam mit Ihab El Messerey. 2012 kam er in Porto erstmals unter die 12 Besten bei der Dreiband-Weltmeisterschaft. Seit 2005 nimmt er regelmäßig am Weltcup teil und seit 2015 regelmäßig unter den „Besten 16“. 2014 und 2015 erreichte er bei den Verhoeven Open jeweils den siebten Platz (von 96!). Seinen bisher größten Einzelerfolg erzielte er bei den World Games 2017, wo er in Breslau den niederländischen, mehrfachen Weltmeister Dick Jaspers im Spiel um Platz 3 mit 40:26 schlug. Bei der Dreiband-Weltmeisterschaft 2015 in Bordeaux verbesserte er den Höchstserien-Weltrekord bei Weltmeisterschaften, damals mit 18 gehalten von Pedro Piedrabuena aus den Vereinigten Staaten, um einen Punkt auf 19.
Bei der Weltmeisterschaft 2019 im dänischen Randers holte er mit der Bronzemedaille die erste Medaille seit 83 Jahren für Ägypten. Letzter Medaillengewinner vor ihm war der zweifache Weltmeister Edmond Soussa 1936 in New York, ebenfalls mit Bronze.
Seinen international größten Erfolg feierte Sidhom 2023 mit dem Sieg bei den Carom Cafe International Open 2023 (früher Verhoeven Open) in New York.

## Privates
Hauptberuflich ist Sidhom diplomierter Zahnarzt und arbeitet in seiner Heimatstadt Kairo.

## Erfolge
- World Games:  2017  2025
- Dreiband-Weltmeisterschaft:  2019
- Dreiband-Weltcup:   2022/2  2024/3
- Carom Cafe International Open 2023:
- Junioren-WM:  2005
- AGIPI Billard Masters:  2010 (Gruppe)[4]